# Ле-Мон-дю-Румуа
Ле-Мон-дю-Румуа (фр. Les Monts du Roumois) — муніципалітет у Франції, у регіоні Верхня Нормандія, департамент Ер. Ле-Мон-дю-Румуа утворено 1 січня 2017 року шляхом злиття муніципалітетів Бервіль-ан-Румуа, Богерар-де-Маркувіль i Ульбек-пре-ле-Гро-Тей. Адміністративним центром муніципалітету є Бервіль-ан-Румуа. Населення — 1571 особа (01.01.2021).